# Шат (судно)
Шат или кат (англ. cat) — историческое название небольших парусных транспортных судов, которые использовались в европейских странах.
Суда этого типа начали применяться во Франции для каботажного и прибрежного мореходства с XVII века, затем в XVIII—XIX веках — в Норвегии, Дании и северных странах. Корпус таких судов имел бушприт, рули в обеих оконечностях и плоское дно. Парусное вооружение (бизань с гафелем) размещалось на большой центральной мачте и на двух малых мачтах на носу и на корме. Как правило, эти суда имели грузоподъёмность примерно 60 тонн, длину около 20—25 метров, ширину 6—7 метров, осадку около 2,5 метра.